# Folloso
Folloso es una localidad de España perteneciente al municipio de Riello, provincia de León, comunidad autónoma de Castilla y León. Antiguamente formaba parte del concejo omañés de La Lomba de Campestedo.

## Geografía física
Folloso se encuentra en el valle amesetado de La Lomba, en el límite meridional  de la cordillera Cantábrica y al este de la sierra de Gistredo. Está situado a 1281 m s. n. m., entre las poblaciones de Rosales y Santibáñez de la Lomba. El río Negro, afluente del Omaña transcurre al sur de la localidad.
Según la clasificación climática de Köppen, Folloso se encuentra en una zona Csb, es decir clima mediterráneo de veranos suaves; la temperatura media del mes más cálido no es superior a 22 °C pero sobrepasa los 10 °C durante cinco o más meses y las medias anuales están por debajo de los 9 °C, con precipitaciones cerca de los 1000 mm anuales, nevadas invernales y veranos secos.

## Naturaleza

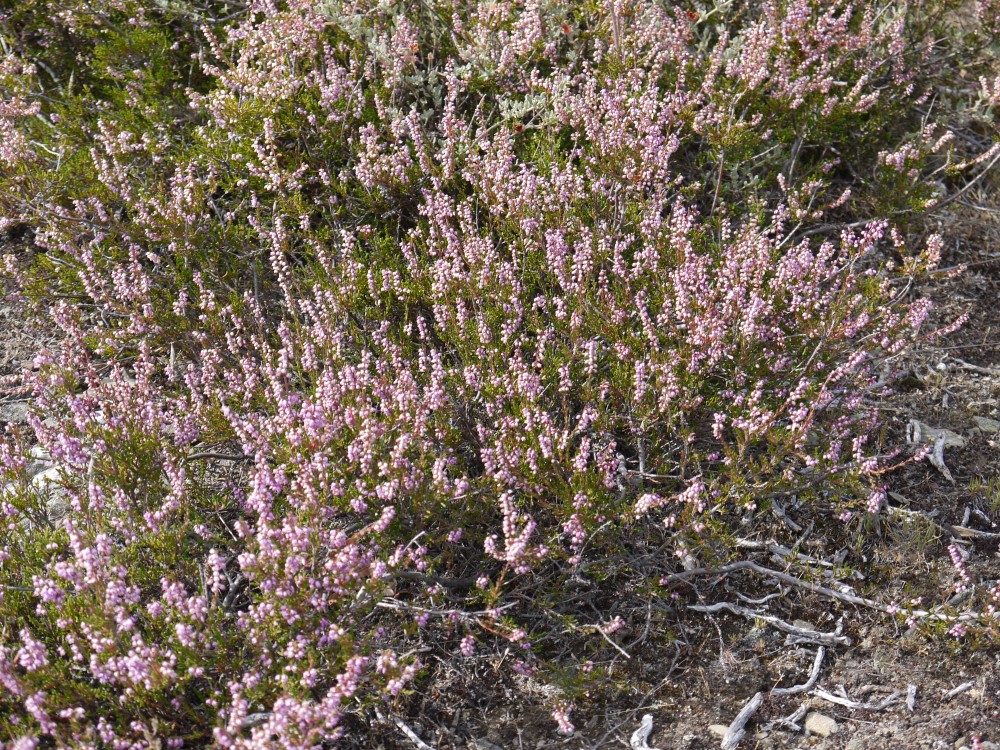
Urces en las cercanías de Folloso

Folloso se encuentra dentro de la Reserva de la Biosfera de los valles de Omaña y Luna
 y es un Lugar de Importancia Comunitaria (LIC) y  Zona de Especial Protección para las Aves (ZEPA).
En los suelos pobres situados en cotas más altas predomina la vegetación de matorral, muy extendida por las antiguas tierras centenales abandonadas. Abundan los piornos (escobas), urces, sabinas y uvas de oso.  También son notables los pastizales de alta montaña o brañas. También son comunes los endrinos, arandaneros los chopos, negrillos y alisos, los abedules y los rebollos
En lo que respecta a la fauna, los mamíferos más comunes en son los corzos y jabalíes; se encuentran también el lobo ibérico y especies endémicas de la montaña noroccidental, como la liebre de piornal. Entre las aves se pueden mencionar  las águilas reales, los halcones peregrinos, los alcaudones dorsirrojos y las perdices pardillas. La población se encuentra en territorio de dos importantes especies  amenazadas: el oso pardo y el urogallo cantábrico.

## Geografía humana
Folloso es  un núcleo de pequeño tamaño, típico del hábitat semi-disperso común en la montaña de León. Según el Instituto Nacional de Estadística de España, Folloso solo contaba con seis habitantes en 2015, tres hombres y tres mujeres, habiendo perdido siete vecinos desde 2000. Según los datos de Miñano, en el siglo XVIII, el pueblo tenía 61 vecinos y el censo de Mourille en 1920 contabilizó 74 habitantes. El descenso demográfico es consecuencia de la emigración que se produjo durante el siglo XX y del consiguiente envejecimiento de la población.
| Gráfica de evolución demográfica de Folloso entre 2000 y 2015                                         |
| |
| Población según la relación de unidades poblacionales del Instituto Nacional de Estadística (España). |

## Historia
Existe una temprana mención a Folloso de 1105 en un documento detallando la compra de propiedad en la población por del noble Pelayo Froilez.
En la Edad Media, Folloso formaba parte del concejo de la Lomba. La unidad administrativa y judicial del concejo perduró bajo el señorío del Condado de Luna, compartiendo juez y corregidor con los otros  antiguos concejos de la comarca de Omaña. El señorío fue abolido en el siglo XIX, en las postrimerías del Antiguo Régimen. A mediados del siglo XIX, Folloso, junto con otras localidades de la Lomba pasó a formar parte de un municipio con cabeza en Campo de la Lomba, perteneciente al partido judicial de Murias de Paredes, diócesis de Astorga y capitanía general de Valladolid. En el Diccionario geográfico-estadístico-histórico de España y sus posesiones de Ultramar (1845-1850), Pascual Madoz menciona la iglesia parroquial de Santiago, y el centeno, trigo y pastos, junto con la caza como los principales productos de la población. En 1970, a consecuencia de la fuerte emigración, el ayuntamiento de Campo se integró en Riello. La declaración  como «Comarca de Acción Especial» en 1978  que, aunque tardía para revertir la pérdida de población, supuso una importante inversión en infraestructuras y mejora de las comunicaciones.

## Patrimonio y cultura
El patrimonio arqiitectónico de Folloso se encuentra en muchos casos en un estado de conservación precario debido a la despoblación y al abandono. De particular interés es la fachada blasonada de la casa de los Tusinos y la iglesia, con una sola campana. Los edificios son de estilo rústico, de característicos de la arquitectura rural omañesa.
En cuanto al patrimonio cultural, el leonés es la lengua tradicionalmente hablada en Folloso, aunque en situación de diglosia frente al castellano. Existe una tradición de literatura popular oral común con la de otras poblaciones de la comarca de Omaña, en la que destacan los relatos basados en apariciones de la Virgen, las batallas contra los musulmanes y tesoros escondidos en lagos y manantiales y guardados por diversos encantamientos.
Muchas de las festividades celebradas en Folloso son de carácter religioso, como la Navidad, el día de los Reyes Magos, la Semana Santa y el Corpus Christi, así como las fiestas de Santiago Apóstol y San Lorenzo. El martes antes del día de la Ascensión los habitantes de Folloso, junto a los de los demás pueblos del Concejo de la Lomba se reunían al aire libre en un alto de Pandorado donde se realizaban las rogativas y la bendición de los campos. El 15 de agosto se celebra otra romería a Pandorado, que aún perdura. También se celebrabran hasta el siglo XX algunas celebraciones de carácter profano, como la fiesta de carnaval conocida como zafarronada, y la quema de la vieja o queima de la vieya.